# 加雷斯·戴維斯 (政治人物)

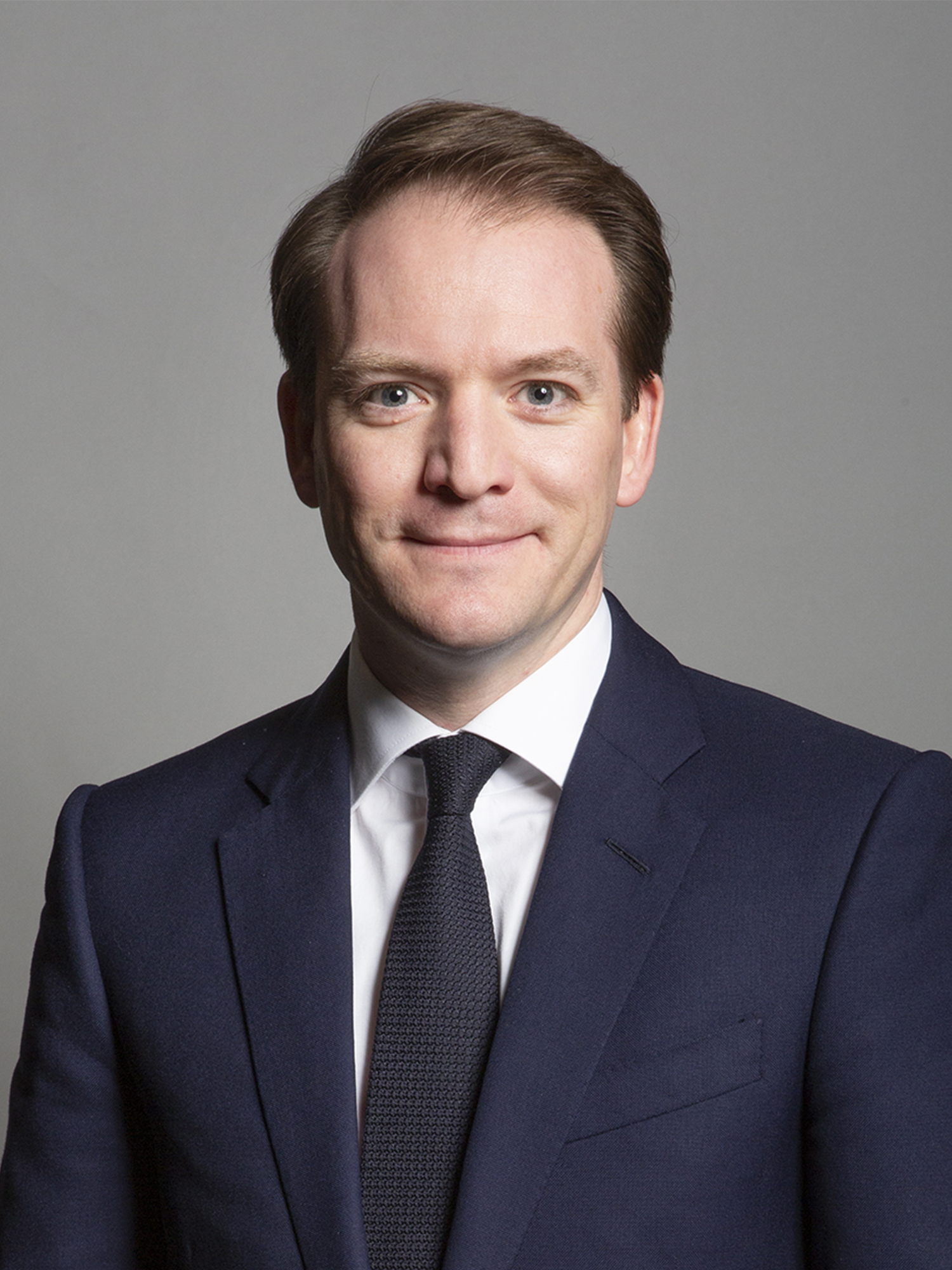

加雷斯·戴維斯（英語：Gareth Mark Davies，1984年3月31日—）是英國的一位政治家，所屬政黨是保守黨。他在2019年英國大選中當選格蘭瑟姆和斯坦福的議員。 